# Moineau friquet
Pour les articles homonymes, voir Friquet.
Passer montanus
Espèce
Statut de conservation UICN

 LC  : Préoccupation mineure
Le Moineau friquet (Passer montanus) est l'une des espèces de Moineaux largement répandues en Europe et en Asie. Il a été introduit en Australie et dans les années 1870 aux États-Unis.
Il est reconnaissable à sa calotte marron et à la tache noire en forme de virgule sur les joues, ce qui le différencie de son cousin le Moineau domestique qui n'a pas de virgule sur la joue et dont la calotte est plutôt grise. Mâles et femelles sont semblables, et les jeunes ressemblent beaucoup aux parents ; il s'agit du seul Moineau paléarctique dans ce cas.
L'espèce s'hybride très rarement avec le Moineau domestique, et encore plus exceptionnellement avec le Moineau espagnol.
En Europe, l'artificialisation des campagnes sous la pression de l'agriculture industrielle et la disparition des ouvertures nidifiables dans l'architecture urbaine provoquent un fort déclin de l'espèce, notamment en France.

## Description
Cet oiseau mesure environ 14 cm pour une envergure de 22 cm et une masse de 8 à 26 g (en moyenne 23 g). Il est donc plus petit que le Moineau domestique, notamment au niveau de la tête. Il est également plus mince. Ses autres mensurations sont : 65 à 74 mm pour l'aile pliée, 51 à 54 mm pour la queue, 10 à 11 mm pour le bec et 16 à 18 mm pour le tarse.
Seul moineau paléarctique dont tous les plumages sont semblables, il se distingue également des autres espèces par une combinaison originale de caractères : réduction au seul menton de la tache noire sous le bec (et non sous la forme d'une bavette plus ou moins étendue), calotte marron (n'existant que chez le Moineau cisalpin, hybride des Moineaux domestique et espagnol), tache noire sur chaque joue et côtés de la tête blanchâtres.

## Écologie et comportement

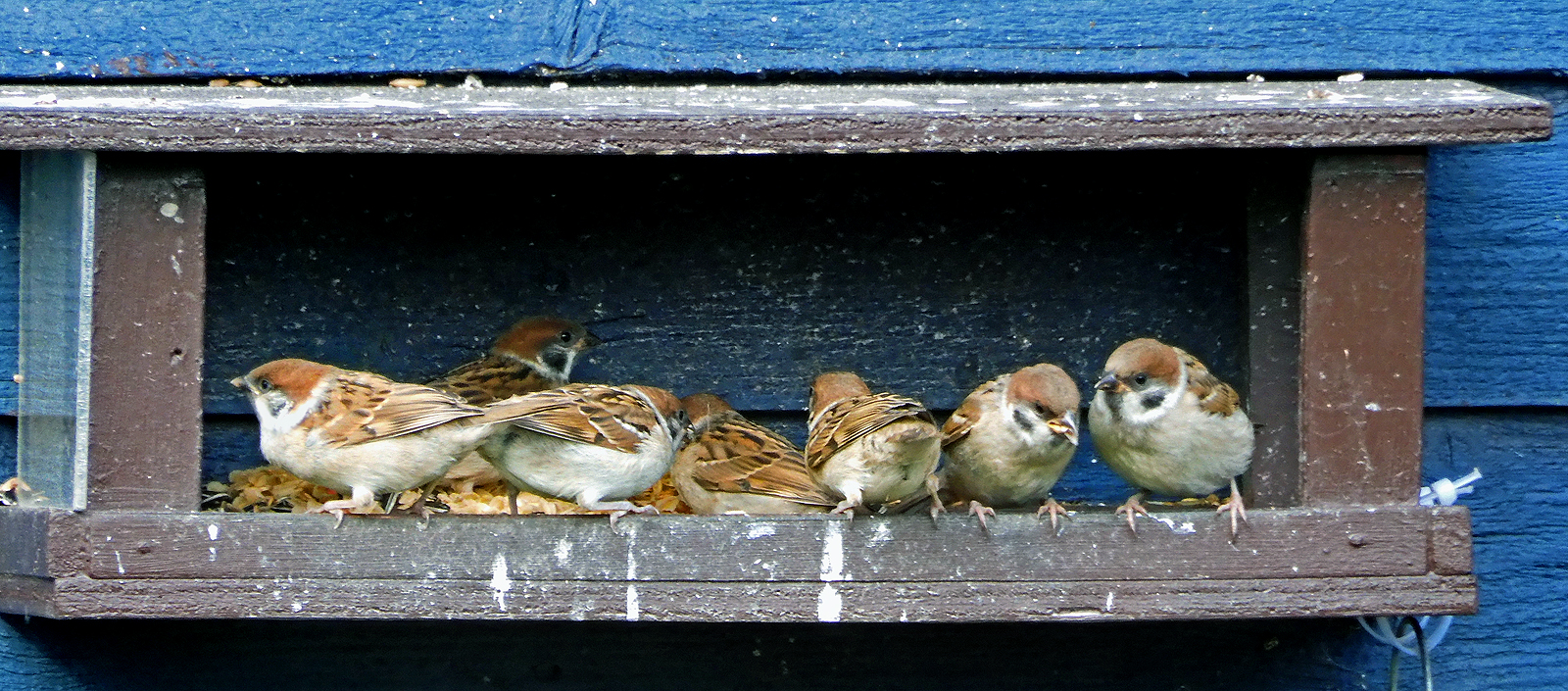
Le Moineau friquet est un oiseau très social et n'a généralement aucun problème à fréquenter les mangeoires.

### Régime alimentaire
Le Moineau friquet consomme essentiellement des graines, des insectes (en été), des bourgeons et miettes au sol. Dans l'ensemble, cette espèce est moins portée sur les céréales que le Moineau domestique et se nourrit davantage d'insectes, en particulier de Coléoptères, et parmi eux les Coccinelles dont elle serait une grande consommatrice. Elle vient aux mangeoires en hiver.

### Reproduction

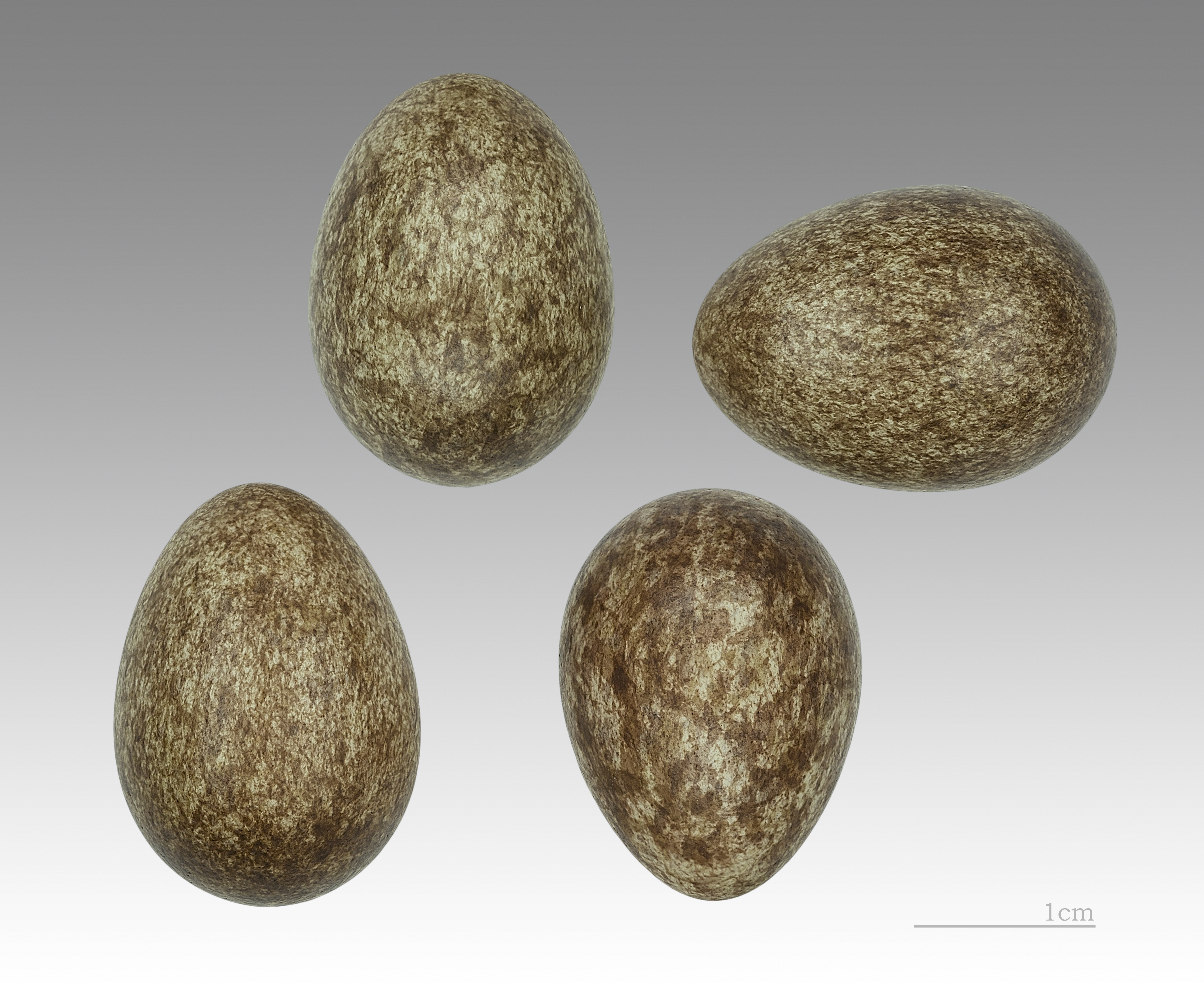
Œufs de Moineau friquet - Muséum de Toulouse.

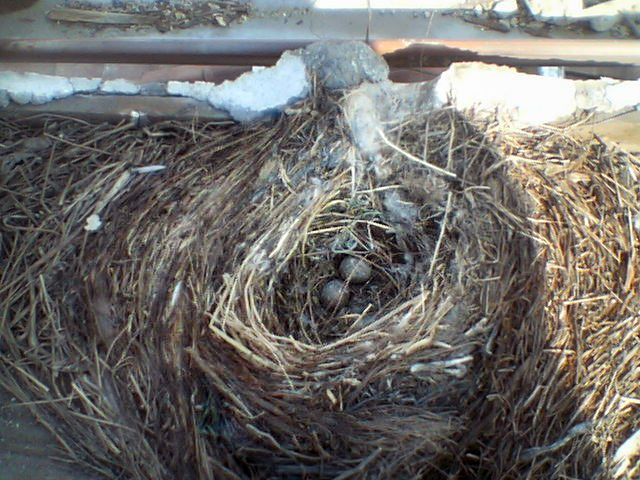
Nid de Moineau friquet installé sous des tuiles.

Cette espèce est cavernicole. Pour attirer une femelle, le mâle se tient au bord d'une cavité. Il parade en tenant la tête un peu rentrée dans les épaules et crie longuement. La femelle s'approche et entre dans le trou si le mâle ne l'attaque pas. En mars ou en avril, la construction du nid de couvaison est entreprise par les deux adultes dans un trou d'arbre, de mur ou dans un nichoir. Ils assemblent une assise de radicelles, de tiges sèches, de paille et de foin. Le nid présente une forme ovoïde ou en dôme. La ponte comporte quatre à six œufs blancs, dont la taille a pour valeurs extrêmes : 12,5-22,3 mm × 10,4-15,5 mm. L'incubation, assurée par les deux partenaires, dure 13 à 14 jours. Deux ou trois pontes sont effectuées d'avril à juillet.

### Voix
La voix du Moineau friquet est plus mélodieuse et présente une tonalité plus élevée que celle du Moineau domestique. Les sons émis sont variés mais leur signification demeure obscure. Le cri est un tett tett, et en vol un teck teck.
Cet oiseau chante de temps en temps, principalement en avril. Les petites phrases rudimentaires rappellent un peu les strophes du Bruant des roseaux par leurs répétitions et combinaisons de quelques notes claires entrecoupées de cris roulés.

## Répartition et habitat

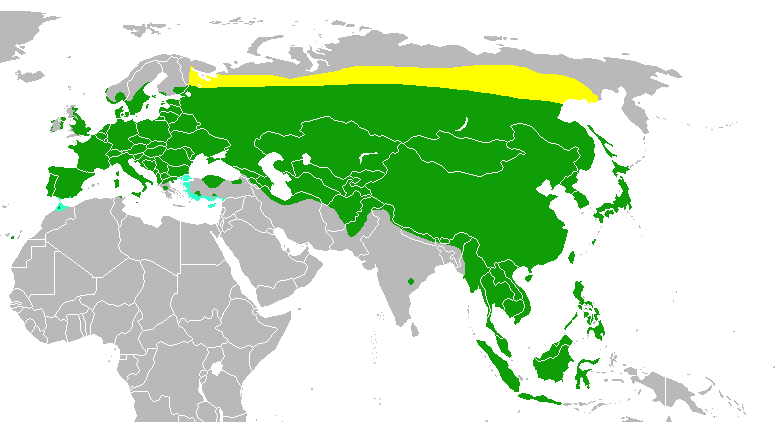
Distribution géographique du Moineau friquet en Eurasie.

- Nicheur estivant
- Nicheur sédentaire ou erratique
- Hivernant

### Distribution géographique
Le Moineau friquet se reproduit dans une grande partie de l'Eurasie de l'Espagne au Japon. Les oiseaux les plus nordiques délaissent leurs zones de nidification lors de l'hiver.

### Habitat
Cette espèce vit dans les campagnes cultivées avec des arbres épars, les parcs, les bois et leurs lisières, les marais boisés, plus rarement dans les villages. Elle peuple les villes seulement dans certaines régions où le Moineau domestique est absent.
L'espèce étant fréquemment coloniale pour sa nidification, elle recherche volontiers les vieux vergers riches en cavités pour l'installation des nids. On trouve encore des groupes dans quelques grands bâtiments.

## Systématique

### Sous-espèces

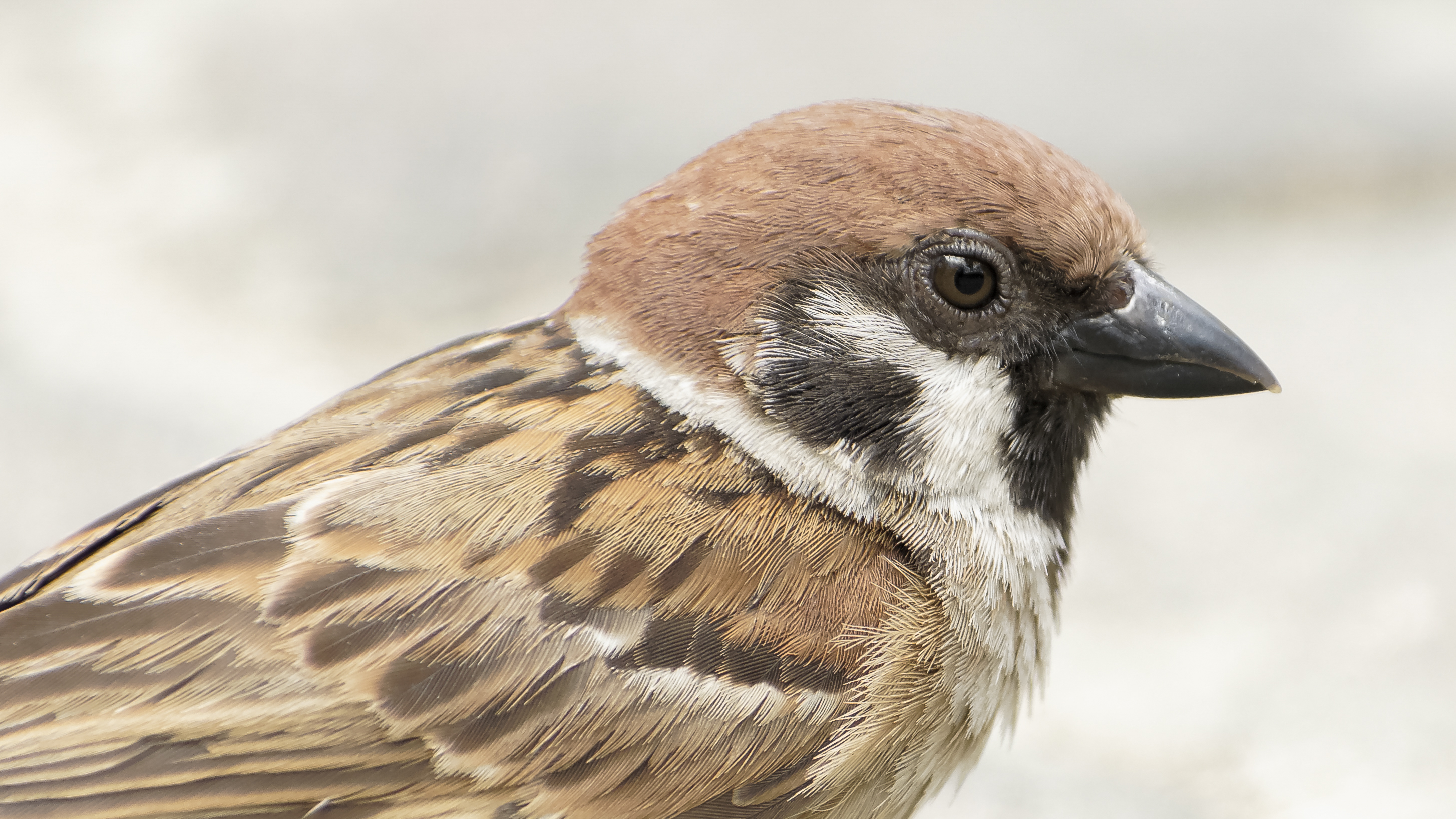
Un Passer montanus malaccensis à Kuala Lumpur (Malaisie).

On reconnait une dizaine de sous-espèces :
- Passer montanus dilutus Richmond, 1896 ;
- Passer montanus dybowskii Domaniewski, 1915 ;
- Passer montanus. hepaticus Ripley, 1948 ;
- Passer montanus kansuensis Stresemann, 1932 ;
- Passer montanus malaccensis Dubois, 1885 ;
- Passer montanus montanus (Linnaeus, 1758) ;
- Passer montanus obscuratus Jacobi, 1923 ;
- Passer montanus saturatus Stejneger, 1885 ;
- Passer montanus tibetanus Baker, 1925 ;
- Passer montanus transcaucasicus Buturlin, 1906, aux parties inférieures plus blanches, peuplant l'Azerbaïdjan et la Géorgie.

## Menaces et conservation

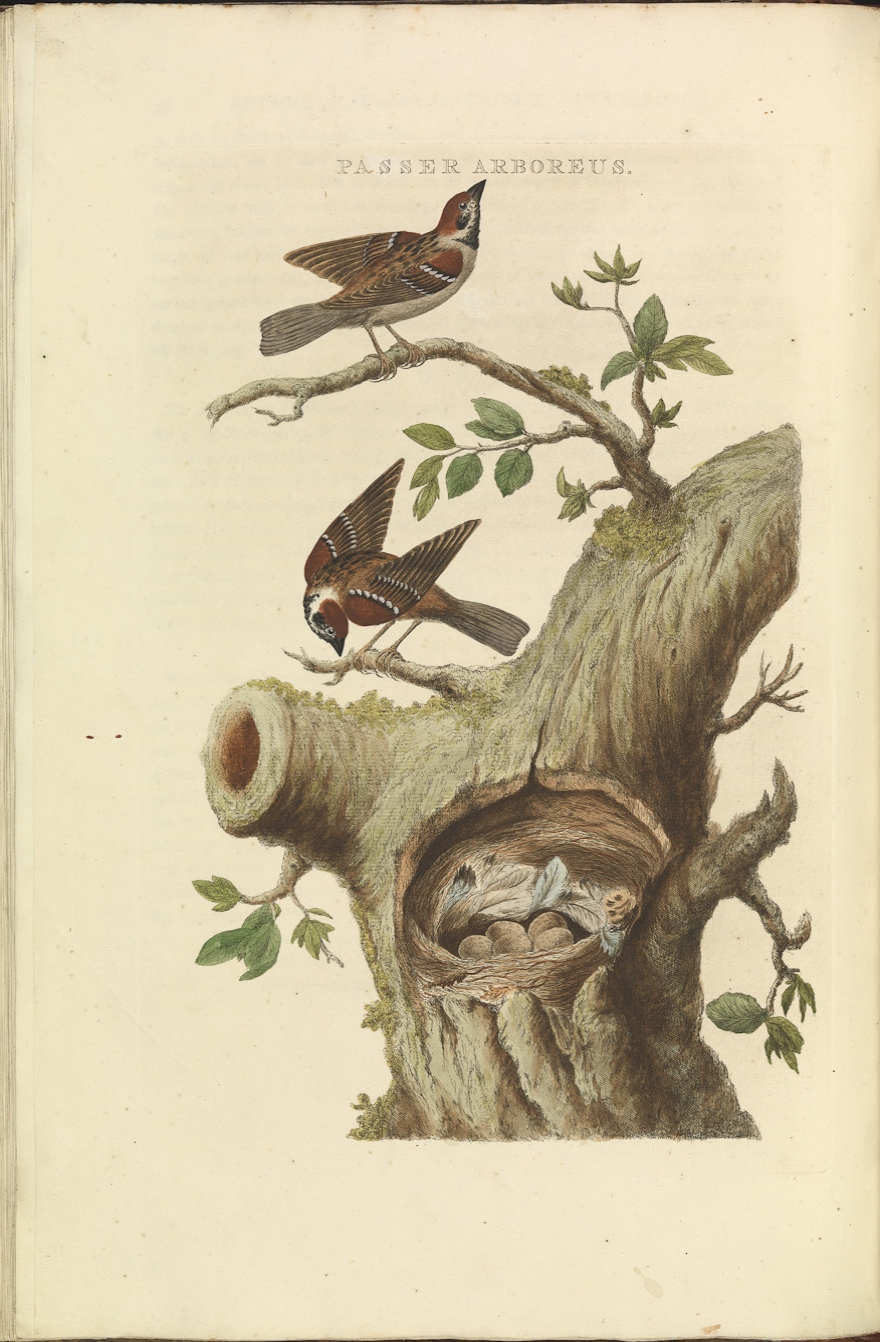
Moineau friquet, Nederlandsche Vogelen 1770.

Le Moineau friquet est une espèce répandue dans l'ensemble de l'hémisphère Nord, et classée par l'UICN en préoccupation mineure (LC). Longtemps considérée comme un fléau agricole, elle est l'une des principales cibles de la campagne des quatre nuisibles menée lors du Grand Bond en avant de Mao Zedong.
En Europe, le Moineau friquet est en déclin général, bien qu'il ne figure sur la liste Rouge de l'UICN Europe que sous le statut de préoccupation mineure (LC)

### France
Jusque dans les années 1990, les naturalistes français ne prêtent pas attention au Moineau friquet lors de leurs comptages, tant l'espèce est commune à leurs yeux. C'est à partir de cette époque qu'une prise de conscience a lieu. Les résultats du Suivi Temporel des Oiseaux Communs (STOC), mené par le programme Vigie-Nature, montrent que le Moineau friquet est une des espèces d'oiseaux qui a connu le plus fort déclin en France : entre 2001 et 2019, ses effectifs ont chuté de 60 %,.
Cette chute importante des effectifs relève d'un phénomène touchant variablement toutes les espèces spécialistes des milieux agricoles. Leur déclin entre 2001 et 2019 est en moyenne de 27,6 %. Sont notamment en cause l'intensification des pratiques ; la généralisation de l'usage des produits phytosanitaires comme les néonicotinoïdes ; la diminution des ressources alimentaires, graines pour les adultes et insectes pour les jeunes ; la diminution des sites propices à la nidification à cause de la rénovation des bâtiments et de l'abattage des arbres creux ; l'étalement urbain et industriel ainsi que la pollution générale des milieux,. À l'inverse, les haies et les bandes enherbées favorisent son maintien.
Dans ce pays, le Moineau friquet est inscrit sur la liste Rouge de l'UICN avec le statut d'espèce en danger (EN),.

## Variétés domestiques
L'espèce étant protégée, la capture et la détention de moineaux friquets sauvages sont interdites. Certains individus issus d'élevage et considérés comme des animaux domestiques ont un aspect légèrement différent des individus sauvages et défini par la loi.